# Ronde van Frankrijk 2023/Tiende etappe
De tiende etappe van de Ronde van Frankrijk 2023 was een heuvelrit met een lengte van 167,2 kilometer. De etappe werd verreden op 11 juli met de start in Saint-Ours (Vulcania) en de finish in Issoire. 

## Parcours
Na de rustdag in Clermont-Ferrand reed, zoals de naam van de startplaats doet vermoeden, het peloton door vulkaangebied en het parcours was geen moment vlak. De rit telde vier colletjes van de derde en een van de tweede categorie. De laatste 25 kilometers dalen af naar Issoire. 
Vijf keer eerder werd er gefinisht in Issoire. De laatste keer was in 1983, toen de Fransman Pierre Le Bigaut zijn grootste zege boekte. Veertig jaar later zullen de heuvelaanvallers met meer dan gemiddelde spanning aan de start staan.

## Verloop
De Spanjaard Pello Bilbao heeft de tiende etappe gewonnen.
Vlak na het begin van de etappe op de top van de Col de la Moréno nam de Deense renner Anthon Charmig de leiding voor de Fransman Rémi Cavagna, zes seconden voor een kopgroep met daarin de top twee van het algemeen klassement, de Deense renner Jonas Vingegaard en de Sloveen Tadej Pogačar, en zestien seconden voor het peloton. De laatste twee probeerden de kopgroep in te halen, maar uiteindelijk werden alle renners vooraan gegrepen.
Tijdens de beklimming van de Col de Guéry, schakelden de hoge temperaturen renners uit die goed geplaatst waren in het algemeen klassement, zoals de twee Fransen Romain Bardet en David Gaudu, evenals de Belg Wout van Aert, de Colombiaan Egan Bernal en de Amerikaan Neilson Powless. Op de top bleef de Nederlander Wout Poels de Let Krists Neilands voor, met drie seconden voorsprong op de groep gele trui; de groep die was teruggevallen had een achterstand van één minuut en zesendertig seconden op de leiders.
Na 40 kilometer wist een groep van zeven renners weg te rijden uit de groep gele trui, de Duitser Georg Zimmermann, de Australiër Nick Schultz, de Colombiaan Esteban Chaves, de twee Denen Kasper Asgreen en Mattias Skjelmose Jensen, de Spanjaard Peio Bilbao en de Fransman Warren Barguil. Kort daarna vormde zich een groep van zeven achtervolgers, de Australiër Ben O'Connor, de Colombiaan Harold Tejada, de Spanjaard Antonio Pedrero, de twee Fransen Julian Alaphilippe en Anthony Perez, de Let Krists Neilands en de Pool Michał Kwiatkowski. 
Bij de tussensprint op Mont-Dore kwam Kasper Asgreen voor Warren Barguil als eerste door, tweeëntwintig seconden voorp de kopgroep en één minuut en zesenvijftig seconden op het peloton. Op de top van de Col de la Croix Saint-Robert had Warren Barguil een voorsprong op Esteban Chaves, negenenveertig seconden op de achtervolgers en twee minuten en vierendertig seconden op het peloton. Tijdens de klim van de côte de Saint-Victor-la-Rivière ging Esteban Chaves er alleen vandoor en hij passeerde de top met een voorsprong van vijfendertig seconden op de achtervolgende groep en drie minuten en zevenentwintig seconden op het peloton. De Colombiaanse kampioen werd zo'n vijf kilometer daarna weer bijgehaald. Met nog vijfenvijftig kilometer te gaan probeerde Krists Neilands alleen weg te rijden, maar ook hij werd vijf kilometer later gegrepen.
Tijdens de laatste klim van de dag, de côte de la Chapelle-Marcousse, reed Krists Neilands opnieuw voorop weg. Op de top ging de Letse renner aan de leiding met een voorsprong van veertig seconden op zijn eerste vijf achtervolgers: O'Connor, Bilbao, Chaves, Zimmermann en Pedrero. Uiteindelijk werd de Let met nog 3,2 kilometer te gaan gegrepen door de vijf mannen in de eerste achtervolgende groep. Vanaf dat moment werd om de overwinning gestreden tussen deze zes renners. De Spanjaard Pello Bilbao won de sprint en pakte de ritzege voor de Duitser Georg Zimmermann en de Australiër Ben O'Connor.

## Uitslag etappe
| Saint-Ours (Vulcania) – Issoire (167,2 km) |                          |                          |          |
| Plaats                                     | Naam                     | Ploeg                    | Tijd     |
| 1                                          | Pello Bilbao             | Bahrain-Victorious       | 3u52'34" |
| 2                                          | Georg Zimmermann         | Intermarché-Circus-Wanty | z.t.     |
| 3                                          | Ben O'Connor             | AG2R-Citroën             | z.t.     |
| 4                                          | Krists Neilands          | Israel-Premier Tech      | z.t.     |
| 5                                          | Esteban Chaves           | EF Education-EasyPost    | z.t.     |
| 6                                          | Antonio Pedrero          | Movistar Team            | + 3"     |
| 7                                          | Mattias Skjelmose Jensen | Lidl-Trek                | + 27"    |
| 8                                          | Michał Kwiatkowski       | INEOS Grenadiers         | z.t.     |
| 9                                          | Warren Barguil           | Arkéa-Samsic             | + 30"    |
| 10                                         | Julian Alaphilippe       | Soudal Quick-Step        | + 32"    |
|                                            |                          |                          |          |
| 11                                         | Jasper Stuyven           | Lidl-Trek                | + 2'53"  |
| 15                                         | Pascal Eenkhoorn         | Lotto-Dstny              | z.t.     |

 –  Krists Neilands was de strijdlustigste renner van de tiende etappe.

## Klassementen

### Algemeen klassement
| Algemeen klassement (gele trui) |                  |                    |           |
| Plaats                          | Naam             | Ploeg              | Tijd      |
| Gele trui                       | Jonas Vingegaard | Team Jumbo-Visma   | 42u33'13" |
| 2                               | Tadej Pogačar    | UAE Team Emirates  | + 17"     |
| 3                               | Jai Hindley      | BORA-hansgrohe     | + 2'40"   |
| 4                               | Carlos Rodríguez | INEOS Grenadiers   | + 4'22"   |
| 5                               | Pello Bilbao     | Bahrain-Victorious | + 4'34"   |
| 6                               | Adam Yates       | UAE Team Emirates  | + 4'39"   |
| 7                               | Simon Yates      | Team Jayco AlUla   | + 4'44"   |
| 8                               | Tom Pidcock      | INEOS Grenadiers   | + 5'26"   |
| 9                               | David Gaudu      | Groupama-FDJ       | + 6'01"   |
| 10                              | Sepp Kuss        | Team Jumbo-Visma   | + 6'45"   |
|                                 |                  |                    |           |
| 22                              | Wilco Kelderman  | Team Jumbo-Visma   | + 20'42"  |
| 26                              | Wout van Aert    | Team Jumbo-Visma   | + 27'30"  |

### Puntenklassement
| Puntenklassement (groene trui) |                   |                          |        |
| Plaats                         | Naam              | Ploeg                    | Punten |
| Groene trui                    | Jasper Philipsen  | Alpecin-Deceuninck       | 260    |
| 2                              | Bryan Coquard     | Cofidis                  | 149    |
| 3                              | Mads Pedersen     | Lidl-Trek                | 143    |
| 4                              | Wout van Aert     | Team Jumbo-Visma         | 112    |
| 5                              | Tadej Pogačar     | UAE Team Emirates        | 85     |
| 6                              | Victor Lafay      | Cofidis                  | 80     |
| 7                              | Jordi Meeus       | BORA-hansgrohe           | 80     |
| 8                              | Biniam Girmay     | Intermarché-Circus-Wanty | 77     |
| 9                              | Caleb Ewan        | Lotto-Dstny              | 73     |
| 10                             | Neilson Powless   | EF Education-EasyPost    | 70     |
|                                |                   |                          |        |
| 12                             | Dylan Groenewegen | Team Jayco AlUla         | 62     |

### Bergklassement
| Bergklassement (bolletjestrui) |                            |                        |        |
| Plaats                         | Naam                       | Ploeg                  | Punten |
| Bolletjestrui                  | Neilson Powless            | EF Education-EasyPost  | 46     |
| 2                              | Felix Gall                 | AG2R-Citroën           | 28     |
| 3                              | Tobias Halland Johannessen | Uno-X Pro Cycling Team | 26     |
| 4                              | Ruben Guerreiro            | Movistar Team          | 22     |
| 5                              | Michael Woods              | Israel-Premier Tech    | 20     |
| 6                              | Tadej Pogačar              | UAE Team Emirates      | 19     |
| 7                              | Jai Hindley                | BORA-hansgrohe         | 19     |
| 8                              | Giulio Ciccone             | Lidl-Trek              | 19     |
| 9                              | Jonas Vingegaard           | Team Jumbo-Visma       | 18     |
| 10                             | Pierre Latour              | Team TotalEnergies     | 16     |
|                                |                            |                        |        |
| 11                             | Wout van Aert              | Team Jumbo-Visma       | 15     |
| 27                             | Mathieu van der Poel       | Alpecin-Deceuninck     | 4      |

### Jongerenklassement
| Jongerenklassement (witte trui) |                            |                        |            |
| Plaats                          | Naam                       | Ploeg                  | Tijd       |
| Witte trui                      | Tadej Pogačar              | UAE Team Emirates      | 42u33'30"  |
| 2                               | Carlos Rodríguez           | INEOS Grenadiers       | + 4'05"    |
| 3                               | Tom Pidcock                | INEOS Grenadiers       | + 5'09"    |
| 4                               | Felix Gall                 | AG2R-Citroën           | + 9'29"    |
| 5                               | Mattias Skjelmose Jensen   | Lidl-Trek              | + 26'33"   |
| 6                               | Mathieu Burgaudeau         | Team TotalEnergies     | + 39'59"   |
| 7                               | Tobias Halland Johannessen | Uno-X Pro Cycling Team | + 49'25"   |
| 8                               | Matteo Jorgenson           | Movistar Team          | + 56'50"   |
| 9                               | Matis Louvel               | Arkéa-Samsic           | + 1u05'24" |
| 10                              | Matthew Dinham             | Team DSM-Firmenich     | + 1u16'39" |
|                                 |                            |                        |            |
| 12                              | Maxim Van Gils             | Lotto-Dstny            | + 1u20'39" |
| 13                              | Lars van den Berg          | Groupama-FDJ           | + 1u30'00" |

### Ploegenklassement
| Ploegenklassement |                    |            |
| Plaats            | Ploeg              | Tijd       |
|                   | Bahrain-Victorious | 116u11'17" |
| 2                 | INEOS Grenadiers   | + 1'11"    |
| 3                 | Team Jumbo-Visma   | + 5'00"    |
| 4                 | AG2R-Citroën       | + 13'51"   |
| 5                 | UAE Team Emirates  | + 16'12"   |

1e etappe ·
2e etappe ·
3e etappe ·
4e etappe ·
5e etappe ·
6e etappe ·
7e etappe ·
8e etappe ·
9e etappe ·
10e etappe ·
11e etappe ·
12e etappe ·
13e etappe ·
14e etappe ·
15e etappe ·
16e etappe ·
17e etappe ·
18e etappe ·
19e etappe ·
20e etappe ·
21e etappe
Startlijst · Eindstanden · Afbeeldingen